# San Pedro Zacapa (ort)
San Pedro Zacapa är en ort i Honduras.   Den ligger i departementet Departamento de Santa Bárbara, i den västra delen av landet, 120 km nordväst om huvudstaden Tegucigalpa. San Pedro Zacapa ligger 335 meter över havet och antalet invånare är 1 065.
Terrängen runt San Pedro Zacapa är huvudsakligen kuperad, men norrut är den bergig. San Pedro Zacapa ligger nere i en dal. Runt San Pedro Zacapa är det ganska glesbefolkat, med 47 invånare per kvadratkilometer. Närmaste större samhälle är Las Vegas, 14,7 km norr om San Pedro Zacapa. 